# Елементарна комірка кристала

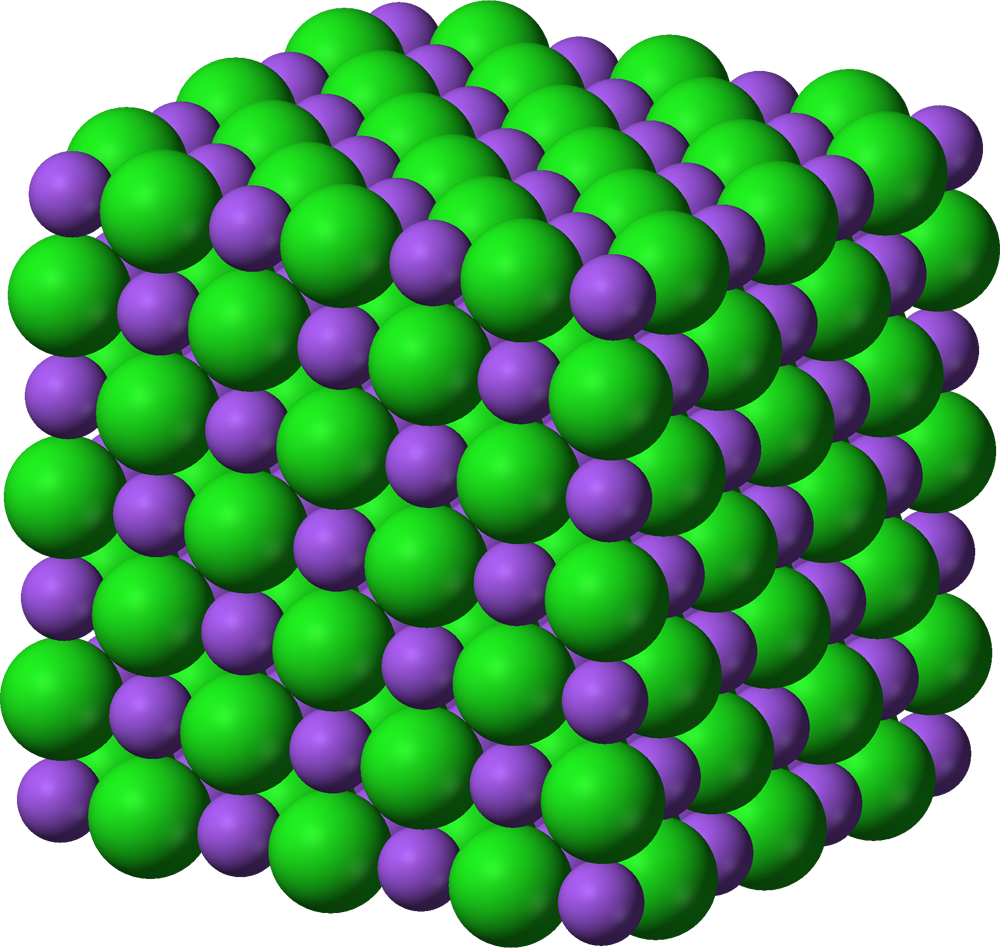
Структура кристала хлориду натрію (кухонна сіль)

Елементарна комірка кристала — одинична комірка (паралелепіпед), об'єм якої кратний об'ємові примітивного паралелепіпеда. 

## Загальна характеристика
Характеризується величинами ребер (а, в, с), які збігаються з осями кристалів певної установки, і величинами кутів між цими ребрами (α, β, γ).
Від примітивної комірки елементарна комірка відрізняється тим, що вона вибирається з найбільшою можливою симетрією.
Симетрія елементарної комірки обирається відповідно до симетрії кристала. У мінералах кубічної сингонії вона має форму куба, у тетрагональної — тетрагональної призми, у ромбічної — ромбічної призми, у моноклінної — скошеної призми, у триклінної — паралелепіпеда, у тригональної (ромбоедричної) — ромбоедра і гексагональної призми, у гексагональної — гексагональні призми з пінакоїдом. При характеристиці елементарної комірки мінералів наводять також кількість атомів, які її заповнюють. Ця величина позначається через Z і називається кількістю формульних одиниць у мінералі.

## Число формувальних одиниць в елементарній комірці
Число формувальних одиниць в елементарній комірці — у кристалографії — ціле число найпростіших хімічних формульних одиниць, атоми яких розташовуються у вузлах кристалічної ґратки в межах однієї елементарної комірки.
Позначається літерою Z.
Наприклад, для флюориту — 4CaF2 Z = 4, куприту — 2Cu2O — Z = 2.